# Fumi Hirano
Fumi Hirano (平野 文 Hirano Fumi?,  Tokio, Japón, 23 de abril de 1955) es una actriz, seiyū, cantante y ensayista japonesa, afiliada a Aoni Production. Es reconocida, entre otros roles, por interpretar a Lum Invader de la serie Urusei Yatsura.

## Filmografía

### Anime
- Akū Daisakusen Srungle como Dolly y Sexy
- Anime Sanjushi como Milady
- Bakuman 3 como Takami Gōda
- Blue Comet SPT Layzner como Simone Reflann
- Blue Period como Masako Saeki
- Chiisana Obake Acchi, Kocchi, Socch como la Narradora
- Chikkun Takkun como Mama
- Chōyaku Hyakunin Isshu: Uta Koi como Akazome Emon
- City Hunter como Hanahime
- Dandadan como Hana
- El Mago de Oz como la Reina de los Ratones del Campo
- El Puño de la Estrella del Norte (2013) como Doremi Mart Clerk
- El teatro de Rumiko como Kanna
- Infinite Stratos 2 como Squall Meusel
- Kikou Kai Galient como Hilmuka
- Kore wa Zombie Desu ka? como Delusion Yū
- Kyōkai no Rinne como la Madre de Sakura
- Lupin III-Parte III como Rori
- Mobile Suit Gundam SEED como Aisha
- Seikoku no Dragonar como la Madre Dragon
- Seitokai Yakuindomo como Furuya
- Shūmatsu no Izetta como la Abuela de Izetta (ep 2, 4, 10)
- Silent Möbius como Teres Vargie
- Stop!! Hibari-kun! como Tsugumi Oozora
- Street Fighter II-V como Dorothy
- Tamayura ~hitotose~ como la madre de Maon
- Tamayura ~more aggressive~ como la madre de Maon
- Tokyo Ravens como Miyo Kurahashi
- Tonikaku Kawaii como Tokiko Tsukuyomi
- Tsuritama como Kate
- Urusei Yatsura como Lum Invader (1981) y Madre de Lum (2022)
- Z/X Ignition como la madre de Sera
- One Piece como Madre Carmel

### OVAs
- Ariel como Simonne
- Ariel Deluxe como Simonne
- Chōjikū Romanesque Samy - Missing 99 como Samy Yoshino
- D-1 Devastator como Geldi Norland
- Final Fantasy V: La Leyenda de los Cristales como Rouge
- Fūma no Kojirō: Yasha-hen como la Princesa Yasha
- Infinite Stratos 2: Long Vacation Edition como Squall Meusel
- Legend of the Galactic Heroes como Dominique Saint-Pierre
- Mitsuwano como Gofukuya Itami
- Ogre Slayercomo Hannya
- Outlanders como la Princesa Kahm
- Seishun Fufu Monogatari Koiko no Mainichi como Koiko
- Sokihei M.D. Geist (1986) como Vaiya
- Tattoon Master como la madre de Hibio
- The Tokyo Project como Keiko
- Tobira o Akete como La Midin Dimida
- Urusei Yatsura series como Lum Invader

### Películas
- Anime Sanjushi: Aramis no Bōken como Milady
- Beautiful Dreamer como Lum Invader
- Dareka no Manazashi como Mii
- Detective Conan: El réquiem de los detectives como Reiko Shimizu
- El jardín de las palabras como la madre de Takao
- Itsudatte Mai Daarin como Lum Invader
- Kanketsu-hen como Lum Invader
- Lum the Forever como Lum Invader
- Lupin III y La leyenda del oro de Babilonia como Caramel
- Magical Taruruuto-kun como Ociel Diccianne
- Only You como Lum Invader
- Remember My Love como Lum Invader

### Especiales de TV
- Urusei Yatsura Special: It's Spring! Take Off! como Lum Invader
- Sangokushi como Reika
- Tekkamen o Oue - D'Artagnan Monogatari yori como Milady

### Videojuegos
- Super Robot Wars Alpha 3 como Aisha

### Radio Drama
- Gaia Gear como Miranda Haw